# Premis Nacionals de Cultura 2023
Els Premis Nacionals de Cultura 2023, la 49a edició d'aquests guardons, els atorgà el Consell Nacional de la Cultura i de les Arts d'acord amb el que estableixen la Llei 6/2008, de 13 de maig, del CoNCA i el Decret 148/2013, de 2 d'abril, dels Premis Nacionals de Cultura de la Generalitat de Catalunya. El lliurament dels premis es feu el 2 de juny de 2023 en un acte al rehabilitat Col·legi d'Arquitectes de Catalunya (COAC), Premi Nacional de Cultura 2019, i fou presidit pel Molt Hble. Sr. Pere Aragonès, president de la Generalitat de Catalunya, acompanyat per la consellera de Cultura, Natàlia Garriga.

## Guardonats
- Dolors Udina[3]
- Joan-Pere Viladecans[4]
- Joan Manuel Serrat[2]
- Alba Sarraute[5]
- Eufònic[6]